# Japanska F3-mästerskapet 2002
Japanska F3-mästerskapet 2002 vanns av Takashi Kogure.

## Slutställning
| Plats | Förare             | Poäng |
| ----- | ------------------ | ----- |
| 1     | Takashi Kogure     | 290   |
| 2     | Paolo Montin       | 269   |
| 3     | Mathieu Zangarelli | 157   |
| 4     | Shinya Sato        | 149   |
| 5     | Katsuyuki Hiranaka | 142   |
| 6     | Tatsuya Kataoka    | 125   |